# Estação Adolfo Pinheiro
A Estação Adolfo Pinheiro é uma estação do metrô da cidade brasileira de São Paulo operada pela ViaMobilidade. Pertence à Linha 5–Lilás, atendendo ao bairro de Alto da Boa Vista, no distrito de Santo Amaro. 
Suas obras foram inciadas em 17 de agosto de 2009. Após anos de atraso, a estação foi inaugurada no dia 12 de fevereiro de 2014.
Inicialmente a estação ficava aberta das 9 às 16 horas, todos os dias, para visitação e viagens gratuitas até a Estação Largo Treze, sendo necessário pagar a tarifa para seguir viagem em direção ao Capão Redondo. A partir de 2 de agosto de 2014 passou a funcionar em horário integral, das 4h40 às 0h00 em dias úteis, encerrando as operações à 1h00 aos sábados.

## Características
Estação subterrânea composta por cinco poços secantes de grande diâmetro com estrutura em concreto aparente, mezanino em estrutura metálica atirantada e cobertura dos acessos em vidro sobre grelha estrutural metálica para iluminação natural. Conta com dois acessos, ambos com escadas rolantes nos dois sentidos e elevadores para pessoas com deficiência e mobilidade reduzida. Possui mezanino com bilheterias e distribuição de passageiros. Plataformas laterais com portas-plataforma, sendo a primeira da linha a contar com os equipamentos e a única a ser inaugurada com eles em funcionamento.

## Tabela
| Linha   | Terminais                      | Estações | Principais destinos | Duração das viagens (min) | Intervalo mínimo entre trens (s) | Funcionamento                                                        |
| ------- | ------------------------------ | -------- | --- | ------------------------- | -------------------------------- | -------------------------------------------------------------------- |
| 5 Lilás | Capão Redondo ↔ Chácara Klabin | 17       | Vila Mariana, Vila Clementino, Ibirapuera, Moema, Indianópolis, Campo Belo, Brooklin, Santo Amaro, Jardim São Luís, Campo Limpo, Capão Redondo | 33                        | 75 (projetado) 165 (atual)       | De domingo à sexta-feira, das 4h40 às 0h. Aos sábados das 4h40 às 1h |

| Sigla | Estação         | Inauguração | Capacidade                   | Integração    | Plataformas | Posição     |
| ----- | --------------- | ----------- | ---------------------------- | ------------- | ----------- | ----------- |
| APN   | Adolfo Pinheiro | 2014        | 14 mil passageiros hora/pico | Bilhete único | Laterais    | Subterrânea |